# Clodo Ferreira
Clodomir Souza Ferreira, mais conhecido como Clodo Ferreira (Teresina, 30 de julho de 1951 — Brasília, 16 de julho de 2024) foi um compositor, cantor e instrumentista brasileiro. Tocava contrabaixo e guitarra.
Com carreira marcante na música brasileira, compôs numerosas canções, entre elas "Revelação", em parceria com Clésio, que seria um dos grandes sucessos da carreira de Fagner e gravada por vários outros intérpretes.
Era irmão dos também compositores Clésio e Climério Ferreira.

## Morte
Morreu em 16 de julho de 2024, vítima de câncer.